# (34277) Davidxingwu
2000 QH138 (asteroide 34277) é um asteroide da cintura principal. Possui uma excentricidade de 0.09719080 e uma inclinação de 2.58652º.
Este asteroide foi descoberto no dia 31 de agosto de 2000 por LINEAR em Socorro.